# Nils Boe
Nils Andreas Boe (10 septembre 1913 – 30 juillet 1992) est un avocat américain qui est le 23e gouverneur du Dakota du Sud de 1965 à 1969. Il est juge à la Cour des douanes des États-Unis, plus tard à la Cour du commerce international des États-Unis.

## Jeunesse et éducation
Boe est né à Baltic dans le comté de Minnehaha, dans le Dakota du Sud. Il est le plus jeune fils du pasteur luthérien Nils N. Boe (1861–1938) et de Sissel Catherine Finseth (1874–1960), tous deux immigrants de Norvège. Il obtient un diplôme Artium Baccalaureus en 1935 de l'Université du Wisconsin à Madison, où il est membre de l'équipe d'athlétisme, et obtient un baccalauréat en droit en 1937 de la faculté de droit de l'Université du Wisconsin. Boe sert comme lieutenant dans la marine américaine pendant la Seconde Guerre mondiale.

## Carrière
Boe est ensuite élu à l'Assemblée législative de l'État représentant Sioux Falls de 1953 à 1958. En 1962, à la suite des élections primaires de l'État, le lieutenant-gouverneur Joseph H. Bottum est nommé par le gouverneur Archie M. Gubbrud au Sénat américain pour combler le siège vacant causé par le décès de Francis H. Case. La nomination de Bottum crée à la fois un poste vacant au poste de lieutenant-gouverneur et dans la nomination républicaine au poste de lieutenant-gouverneur pour les élections de 1962. Lors d'une convention d'État le 16 juillet 1962, Boe est nommé comme remplaçant au poste de lieutenant-gouverneur. Quelques jours plus tard, le gouverneur Gubbrud nomme Boe pour combler le poste vacant de lieutenant-gouverneur, et Boe prête serment le 20 juillet. Il est réélu plus tard cet automne-là.
En 1964, lorsque le gouverneur Gubbrud décide de ne pas briguer un troisième mandat, Boe se présente pour lui succéder. Après sa victoire, Boe, qui n'est pas marié, est le seul gouverneur célibataire du Dakota du Sud. Sa sœur, Borghild Marie Boe (1906-1994), est l'hôtesse officielle de l'État pendant son mandat.
L'administration Boe améliore le système de réservoirs de l'État, met en place un programme de formation des travailleurs pour attirer de nouvelles industries dans le Dakota du Sud, augmente l'aide de l'État aux écoles et crée un programme de retraite pour les employés de l'État. L'administration se distingue par sa promotion de réductions de l'impôt foncier et par le lancement du système de télévision éducative de l'État.
Après avoir quitté ses fonctions, Boe est nommé par le président Richard Nixon comme premier directeur du Bureau des affaires intergouvernementales au sein du Cabinet exécutif du président des États-Unis de 1969 à 1971.

## Carrière judiciaire
Boe est nommé par le président Richard Nixon le 28 juillet 1971, à un siège à la Cour des douanes des États-Unis laissé vacant par le juge Samuel Murray Rosenstein. Il est confirmé par le Sénat des États-Unis le 6 août 1971 et reçoit sa commission le 10 août 1971. Il est juge en chef de 1971 à 1977. Il est réaffecté de plein droit le 1er novembre 1980 à la Cour du commerce international des États-Unis, à un nouveau siège autorisé par 94 Stat. 1727. Il accède au statut de senior le 30 avril 1984. Il reste en poste jusqu'à son décès. Il est remplacé par le juge Nicholas Tsoucalas.

## Mort et héritage
Boe est décédé d'un cancer le 30 juillet 1992 à l'hôpital Sioux Valley de Sioux Falls, dans le Dakota du Sud.
En 1971, les membres de la famille Boe créent une dotation à l'Augustana College (aujourd'hui Augustana University) pour le Center for Western Studies afin de soutenir une série de conférences non partisanes. Nils Boe est commémoré par le Boe Forum on Public Affairs organisé chaque année à l'Université Augustana,.